# Kurt Naucke
Kurt Naucke (* 9. Juni 1905; in Hannover † ?) war ein deutscher Jurist.

## Lebensweg
Nach Abschluss seines Jura-Studiums war Naucke Staatsanwaltschaftsrat in Hildesheim und Berlin. Der promovierte Jurist wurde 1933 Mitglied der NSDAP.
Nachdem die Wehrmacht am 15. März 1939 in die damals so genannte „Rest-Tschechei“ einmarschiert war, wurde dort im April 1939 das deutsche „Protektorat Böhmen und Mähren“ eingerichtet. Am 14. April 1939 wurde dort neben der tschechischen auch eine deutsche Gerichtsbarkeit eingeführt. Zwei Tage später wurde das deutsche Oberlandesgericht Prag unter der Leitung des Landgerichtspräsidenten Fritz Bürkle installiert, Generalstaatsanwalt wurde Helmuth Gabriel. Naucke wurde Erster Staatsanwalt und stellvertretender Generalstaatsanwalt beim deutschen Oberlandesgericht Prag.
Später wurde Naucke Erster Staatsanwalt beim Volksgerichtshof. Naucke soll an mindestens 19 Todesurteilen mitgewirkt haben.
Um das Ende des Zweiten Weltkriegs herum geriet Kurt Naucke in sowjetische politische Gefangenschaft. Er wurde als einer der wenigen nationalsozialistischen Juristen in den stalinistischen Waldheimer Prozessen angeklagt und am 22. Mai 1950 vom Landgericht Chemnitz wegen Mitwirkung an nationalsozialistischen Urteilen auf dem Gebiet der Tschechoslowakei zu 25 Jahren Gefängnis verurteilt. Seine Haftstrafe wurde später auf dem Gnadenweg auf 15 Jahre Gefängnis herabgesetzt. Nach Ablauf seiner Haftzeit siedelte Naucke in die Bundesrepublik Deutschland über und wurde dort bald darauf Erster Oberstaatsanwalt beim Landgericht Hannover.
Im Juni 1980 stellte die Vereinigung der Verfolgten des Naziregimes – Bund der Antifaschistinnen und Antifaschisten (VVN/BdA) bei Adalbert Rückerl, dem Leitenden Staatsanwalt der Zentralen Stelle der Landesjustizverwaltungen zur Aufklärung nationalsozialistischer Verbrechen in Ludwigsburg, Strafanzeige wegen Mordes gegen einige ehemalige Juristen am Volksgerichtshof, darunter Wilhelm Grendel, Eduard Guntz, Wilmar Hager, Konrad Höher, Heinz-Günther Lell, Gerd Lenhardt, Otto Rathmeyer, Paul Reimers und Edmund Stark. Im Dezember 1980 – Naucke war zu dieser Zeit bereits 75 Jahre alt – zeigte die VVN/BdA auch die Volksgerichtshof-Juristen Karl-Hermann Bellwinkel, Karl Bruchhaus, Paul Emmerich, Walter Herzlieb, Heinz Heugel, Kurt Jaager, Johannes Lorenz, Günter van Meenen, Kurt Naucke, Walter Roemer, Franz Schlüter und Karl Spahr. Das Präsidium der VVN-BdA benannte 1980 in drei Strafanträgen insgesamt 30 noch lebende, schwerbelastete ehemalige Richter und Staatsanwälte beim Volksgerichtshof, die für hunderte Todesurteile mitverantwortlich waren. Unter ihnen wurde nur Paul Reimers vor einem bundesdeutschen Gericht angeklagt.